# Cephalella fumipennis
Cephalella fumipennis är en tvåvingeart som beskrevs av Malloch 1926. Cephalella fumipennis ingår i släktet Cephalella och familjen lövflugor.
Artens utbredningsområde är Costa Rica. Inga underarter finns listade i Catalogue of Life.